# HD135306
HD135306 — хімічно пекулярна зоря спектрального класу F5, що має видиму зоряну величину в смузі V приблизно  9,2.
Вона  розташована на відстані близько 1254,4 світлових років від Сонця.